# Leioproctus pseudozonatus
Leioproctus pseudozonatus là một loài Hymenoptera trong họ Colletidae. Loài này được Moure mô tả khoa học năm 1954.